# Les Chemins de la gloire (film, 1936)
Pour les articles homonymes, voir Les Chemins de la gloire (homonymie).
Ne doit pas être confondu avec Les Sentiers de la gloire.
Pour plus de détails, voir Fiche technique et Distribution.
Les Chemins de la gloire est un film américain réalisé par Howard Hawks, sorti en 1936.

## Synopsis
Première Guerre mondiale, 1916, sur le Front en France : le capitaine Laroche commande une Compagnie du 39e régiment d'infanterie. Malade et diminué, il dirige pourtant avec poigne et rappelle aux soldats les hauts faits d'armes de ce régiment. L'un de ses officiers, le lieutenant Denet, fait la connaissance d'une jeune femme, Monique, et s'en éprend, ignorant qu'elle est l'amie de son supérieur. Une fois de plus, le régiment monte en première ligne.

## Fiche technique
- Titre : The Road to Glory
- Titre français : Les Chemins de la gloire
- Autre titre français : Le Chemin de la gloire
- Réalisation : Howard Hawks
- Scénario : Joel Sayre, William Faulkner et Violet Kemble-Cooper (non créditée)
- Producteur : Darryl F. Zanuck
  - Producteur associé : Nunnally Johnson
- Société de production : 20th Century Fox
- Pays de production :  États-Unis
- Photographie : Gregg Toland
- Directeur artistique : Hans Peters
- Musique : R.H. Bassett (non crédité) ; David Buttolph[réf. nécessaire]
- Directeur musical : Louis Silvers
- Décors : Thomas Little
- Costumes : Gwen Wakeling
- Montage : Edward Curtiss
- Genre : Film de guerre
- Format : Noir et blanc - Son : Mono (Western Electric Noiseless Recording)
- Durée : 103 minutes
- Dates de sortie :
  - États-Unis : 4 septembre 1936
  - France : 19 février 1937

## Distribution
- Fredric March : le lieutenant Michel Denet
- Warner Baxter : le capitaine Paul Laroche
- Lionel Barrymore : le père de Paul / le soldat Morin
- June Lang : Monique La Coste
- Gregory Ratoff : Bouffiou
- Victor Killian : Régnier
- Paul Stanton : le capitaine de la relève
- John Qualen : Duflous
- Julius Tannen : le lieutenant Tannen
- Paul Fix : Rigaud
- Leonid Kinskey : Ledoux
- Theodore von Eltz : le major

Acteurs non crédités
- Jean De Briac : un sergent
- Louis Mercier : un soldat effrayé

## Autour du film
On voit dans le film Fredric March "emprunter" le magazine "La Vie Parisienne" à un soldat. Pendant la première guerre mondiale, ce journal publiait les demandes (et les offres) de « marraines de guerre », figure féminine qui illustre régulièrement la couverture ; il publiait aussi des illustrations érotiques et était très lu dans les tranchées. Si on comprend en France que cette lecture puisse aider Fredric March à vaincre son sentiment de solitude, rien ne permet au spectateur américain de le comprendre.

## Critique
Lors d'une diffusion télévisée en 1988, Patrick Brion (alias André Moreau) écrivait dans Télérama :
« Vaguement inspiré des Croix de bois de Roland Dorgelès et du film de Raymond Bernard qui en a été tiré, Les Chemins de la gloire - dont le générique ne fait d'ailleurs aucune référence à ces œuvres - est, après Today we live, la seconde collaboration de William Faulkner et Howard Hawks. Les multiples réécritures du scénario ont contribué à éloigner son sujet de celui des Croix de bois et à le rapprocher des thèmes chers à Hawks et Faulkner. Le film reprend en partie la trame de La Patrouille de l'aube, tourné par Hawks en 1930, et certains ont noté avec raison les rapports qui existent entre le scénario de Faulkner et « Absalon, Absalon! ». C'est dire que Les Chemins de la gloire n'est pas du tout un vague remake hollywoodien des Croix de bois, mais une véritable œuvre d'auteur, dans laquelle on retrouve à la fois l'idée de la mort inéluctable, qui fauche les hommes les uns après les autres, et celle d'une continuité psychologique et humaine qui, par-delà cette mort, assure la pérennité des choses les plus importantes. Les scènes d'action et de combat possèdent l'authenticité et le réalisme des plans d'actualité tournés à la même époque. Ce film tragique est mis en scène avec sensibilité par Hawks, notamment dans la description des rapports amoureux et conflictuels entre les trois principaux personnages. Une réussite. »